# سزاریون

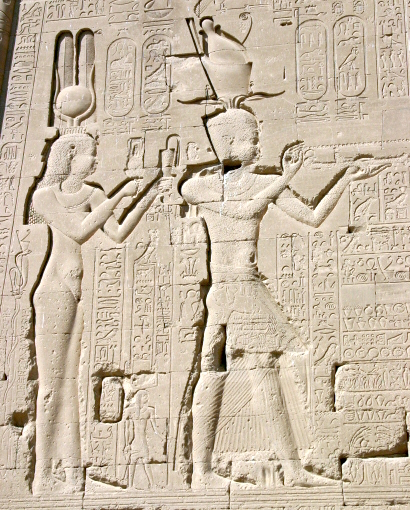
نقش‌برجسته‌ای از سزاریون و مادرش، کلئوپاترا، در معبد دندره، مصر

بطلمیوس پانزدهم فیلوپاتور فیلومتور سزار (۲۳ ژوئن ۴۷ – ۲۳ اوت ۳۰ پیش از میلاد) معروف به سزاریون و بطلمیوس سزار آخرین شاه از دودمان سلطنتی بطالسه در مصر باستان بود که از ۲ سپتامبر سال ۴۷ پیش از میلاد مشترکاً با مادرش، کلئوپاترای هفتم، بر مصر فرمانروایی کرد. در فاصله بین مرگ کلئوپاترا در ۱۲ اوت سال ۳۰ پیش از میلاد تا مرگ خودش در ۲۳ اوت همان سال که ۱۱ شبانه‌روز بیشتر طول نکشید، سزاریون اسماً تنها فرعون مصر بود. او به دستور اوکتاویان کشته شد. اوکتاویان بعداً نخستین امپراتور روم شد و به نام آگوستوس معروف شد. سزاریون بزرگ‌ترین پسر کلئوپاترای هفتم و احتمالاً تنها پسر ژولیوس سزار بود و نامش نیز به این موضوع اشاره دارد.